# Ernst Ferdinand Plump
Ernst Ferdinand Plump (* 8. Dezember 1839 in Bremen; † 11. September 1900 ebenda) war ein deutscher Jurist, Rechtsanwalt und Kommunalpolitiker.

## Biografie
Plump war der Sohn des Kaufmanns Carl Ferdinand Plump. Er studierte  nach dem Besuch des Bremer Gymnasiums Rechtswissenschaften an der Universität Bonn. Während seines Studiums wurde er 1858 Mitglied der Burschenschaft Alemannia Bonn. Er wurde zum Dr. iur. promoviert und arbeitete als Advokat in Bremen. Ab 1872 gehörte er der Bremischen Bürgerschaft an und wurde 1874 als Senator in den Bremer Senat gewählt. Er war unter anderem als Schriftführer der Bürgerschaft tätig.